# Rois (parroquia)
Rois (llamada oficialmente San Mamede de Rois) es una parroquia y una aldea española del municipio de Rois, en la provincia de La Coruña, Galicia.

## Entidades de población
Entidades de población que forman parte de la parroquia:
- A Bouciña
- A Casa do Porto (Casas do Porto)
- A Covela
- A Pontenova
- Contimunde
- Cornes
- Dices (Os Dices)
- Formariz (Formarís)
- Infesta
- O Aido
- Os Vilares
- Rois

## Demografía

### Parroquia
| Gráfica de evolución demográfica de Rois (parroquia) entre 2000 y 2022 |
|                                                                        |
| Datos según el nomenclátor publicado por el INE.                       |

### Lugar
| Gráfica de evolución demográfica de Rois (aldea) entre 2000 y 2022 |
|                                                                    |
| Datos según el nomenclátor publicado por el INE.                   |

## Patrimonio

### Iglesia de San Mamede de Rois
La iglesia parroquial de San Mamede de Rois es de planta rectangular. La fachada tiene una puerta enmarcada por arcos de medio punto y una hornacina con la figura del patrón. Campanario exento. Tiene retablos e imágenes en el interior. Esta construcción sigue las pautas establecidas por el maestro compostelano Fernando de Casas Novoa. Destaca la torre-campanario que empieza desde el suelo a casi dos metros separada de la pared formando un pórtico.